# 河内十七箇所
河内十七箇所（かわちじゅうななかしょ）は、鎌倉時代から江戸時代初期に河内国茨田郡西部（現在の寝屋川市西部、門真市、守口市、大阪市鶴見区中・東部）に存在した17箇所の荘園（後、惣村）群のこと。単に十七ケとも言う。

## 概要
文禄3年（1594年）の文禄堤完成までは淀川には現在の寝屋川市大間付近から南流する支流が存在した。この支流は宝永元年（1704年）に付け替えられるまで北流していた大和川と大東市住道付近で合流して西に流れを変え、大阪市の天満橋付近で淀川本流（現在の大川）に再び合流していた。（現在の寝屋川、古川はこの名残である）
茨田郡はこの淀川南流によって東西に二分されていたが、この西半分が河内十七箇所に当たる。仁徳天皇の時代に築かれた茨田堤はこの茨田郡西部を水害から守る囲堤防、すなわち輪中であった。
寝屋川9箇庄（旧九個荘町）、大庭、大窪、門真の12箇庄を上郷と呼び、下仁和寺、小高瀬、寺方、橋波、稗島の5箇庄を下郷、あるいは五ケと呼んだ。五ケの呼称は明治頃まで使われたようである。他に下郷に門真庄を加えて下六ケとも呼ばれた。
淀川の水運も含めて京・大坂間の交通路であったこと、摂津国榎並庄（大阪市城東区野江/成育～旭区清水）と陸路で接続していたこと、河内国内では他地域と河川で区切られていたことから、地理的、軍事的に区別された。時代ごとの京・大坂間の交通路の変遷によって盛衰がある。

## 歴史
- 奈良時代：長柄船瀬の一部として大庭、高瀬が栄える。
- 平安時代：河内国江御厨（御厨の中で川魚及び川魚製品を貢進する荘園の呼称）として竹間江（守口市土居）、洪治絶間江（大阪市鶴見区浜、洪治江は浜治江の誤字とされる）、大治江（守口市大枝）が置かれる。（類聚国史天長8年（831年）5月戊申条）
- 延暦4年（785年）：早良親王が淡路国へ配流の途上、高瀬里で憤死。
- 延暦7年（788年）：和気清麻呂の奏議により、淀川の治水工事、神崎川の開削。摂津国江口（大阪市東淀川区江口）で淀川を分水し三国川へ落とすもの。西国への交通の便から、江口や神崎が繁栄し、長柄船瀬、難波が衰退。同時に天王寺荒陵南で上町台地を開削し、大和川の付け替えを図るが失敗。
- 元慶5年（881年）11月20日：官符の定めにより大庭庄が掃部寮諸司田となる。
- 仁和年間（885年 - 888年）：宇多天皇が摂津国嶋下郡鳥養（大阪府摂津市鳥飼）に鳥養院離宮を営み、対岸の点野庄を御猟場とする（これ以前の皇室狩猟場は禁野（枚方市禁野）、交野ヶ原（交野市）、水無瀬（三島郡島本町水無瀬）に存在した）。この頃、大庭庄佐太が菅原道真に下賜される。
- 延喜4年（904年）：宇多天皇は仁和寺を創建。点野庄隣接地、その他が造営料所となり、それぞれ上仁和寺庄、下仁和寺庄と呼ばれる（仁和寺花園殿領に属す）。
- 平安時代末期：藤原摂関家が実力を喪失し、院政の進展と共に皇室領化が進む。
- 鎌倉時代初期：政治の中心が京都－鎌倉の連絡に移ったこと、西国との交通路から外れたことから、武家支配を受けず皇室領として存続。
- 建久3年（1192年）：後白河法皇崩御に際し、仁和寺花園殿領は前斎宮好子内親王が相続。
- 建暦3年（1213年）：天台座主慈円の建暦3年譲状に常寿院領波志波(橋波)庄の文言が見られる。
- 鎌倉時代中期 - 後期：皇統が持明院統と大覚寺統とに分かれ、十七箇所も両統入り乱れることとなる。
- 建長元年（1249年）：室町院暉子内親王（後堀河天皇第一皇女、四条天皇同母姉）が八条院領を除く旧後高倉院守貞親王領を相続、室町院領が成立。高柳庄、小高瀬庄はこれに属す。
- 嘉元3年（1305年）：亀山上皇が花園殿領を大宮院姞子（後深草上皇、亀山上皇の母）の女房に下賜される。後に花園殿領含む上仁和寺庄、下仁和寺庄は室町院領に加わる。
- 室町院薨去後：永嘉門院瑞子女王（宗尊親王王女）が相続。瑞子女王が後宇多天皇の妃となった為、一時室町院領は大覚寺統に帰属するが、持明院統の訴えにより鎌倉幕府が仲裁し室町院領を折半。この結果、高柳庄、小高瀬庄、上仁和寺庄、下仁和寺庄は持明院統に帰属。後に花園天皇領となる。
- 南北朝時代：十七箇所は楠木氏と足利氏との争奪の場となる。
- 興国元年（1340年）：小高瀬庄が南朝後村上天皇により観心寺へ寄進される（この頃大庭庄も観心寺の寺領であり、楠木氏と同盟関係の同寺が関所を置いた）。
- 暦応5年（興国3年（1342年）：花園上皇は妙心寺を創建、上仁和寺庄を菩提料所として妙心寺へ寄進される。
- 康永4年（興国6年（1345年）：花園上皇は下仁和寺庄を造営料所として妙心寺へ寄進される。
- 正平3年（1348年）：四條畷の戦い。高師直勢の一部が十七箇所に侵入。高師泰は掃部寮領として存続していた大庭庄を家人郎党に勝手に分与する（南山巡狩録正平3年条、園太暦正平3年2月5日条）。
- 応永6年（1399年）：妙心寺6世住持拙堂宗朴が応永の乱に敗れた大内義弘に連座、寺領は室町幕府に没収、上仁和寺庄は石清水八幡宮領、下仁和寺庄は幕府領とされた。応永記には応永の乱の際、下仁和寺庄森口城に拠る大内方守将杉九郎200余騎が堺城に呼び戻されたとの記述がある。この頃、十七箇所はそれぞれ禁裏御料、幕府料所、足利氏一族料所とされた。
- 文明15年（1483年）：応仁の乱後も河内を巡り争った畠山義就と畠山政長が十七箇所で戦い、義就方が犬田城の戦いで政長方に勝利、十七箇所の領有を確定させた。後に三好氏の同族争いの場ともなり、南北朝時代まで続いた河内の荘園体制が崩壊、十七箇所は自治的な惣村制に移行。やがて十七箇所の西側にある榎並荘に榎並城（十七箇所城）が現れ、この付近一帯の一大拠点となる。
- 石山本願寺成立後、8代蓮如の時、下仁和寺郷は一向宗の勢力下に組み込まれる。同郷守口（この頃、森口よりこの表記が多く見られる）に寺内町が築かれ、石山本願寺51塁の筆頭として織田氏に対抗した。
- 天文18年（1549年）：三好長慶と同族の三好政長が十七箇所を戦場として争い、政長は敗死、勝利した長慶は畿内の覇権を確定させた（江口の戦い）。
- 元亀元年（1570年）：三好三人衆が四国より侵入し、織田信長に味方した旧主三好義継、畠山昭高らを攻める。翌年、義継も信長に反旗を翻す。
- 天正2年（1574年）：信長公記によれば佐久間信盛が河内の三好氏、一向一揆勢を破る。
- 豊臣秀吉の検地、刀狩により、十七箇所の惣村制が勢力を失い、文禄堤の完成により茨田郡東西の境界が消えたことから江戸時代初期までに自然消滅。

## 十七箇所を構成する荘園
- 池田庄 - 寝屋川市池田本町周辺
- 点野庄 - 寝屋川市点野周辺
- 葛原庄 - 寝屋川市葛原周辺
- 上仁和寺庄 - 寝屋川市仁和寺町周辺 
  - 今日、当地は「にわじちょう」と読む（鳥飼仁和寺大橋有料道路など）。
- 対馬江庄 - 寝屋川市対馬江東町、対馬江西町
- 高柳庄 - 寝屋川市高柳周辺
- 大利庄 - 寝屋川市大利町周辺（京阪電鉄寝屋川市駅西側）
- 神田庄 - 寝屋川市上神田、中神田、下神田
- 黒原庄 - 寝屋川市黒原周辺
- 門真庄 - 門真市北部、桑才
- 稗島庄 - 門真市三ツ島
- 大庭庄 - 守口市佐太、大日、大庭町、八雲
  - 佐太はかつて菅原道真領であり、現在の佐太天神社は大宰府配流の途上、道明寺（当時は土師寺の名である）に伯母を訪ねる前に道真が滞在した代官・白太夫の邸宅跡にあたると伝えられる。1746年（延享3年）初演の浄瑠璃『菅原伝授手習鑑』は当社の社伝を下敷きとする[1]。
- 大窪庄 - 守口市大久保町、東町、藤田町、金田町、梶町
- 下仁和寺庄 - 守口市中部（京阪電鉄守口市駅から土居駅周辺）
- 小高瀬庄 - 守口市高瀬町、馬場町、大枝、松下町、大阪市鶴見区浜、諸口、横堤、今津
  - 守口市側と鶴見区側とは飛び地である。
- 寺方庄 - 守口市寺方周辺、大阪市鶴見区焼野
- 橋波庄 - 守口市東郷通、菊水通、大宮通、西郷通